# ブカレスト国立音楽大学の人物一覧
ブカレスト国立音楽大学の人物一覧は、ブカレスト国立音楽大学に関係する人物の一覧記事。

## 著名な教職員

### 器楽奏者
- カタリン・イレア
- フレッシュ・カーロイ

### 作曲家
- パウル・コンスタンティネスク
- マルツィアン・ネグレア

### その他
- ミルチャ・クリステスク
- イオシフ・コンタ
- コンスタンティン・シルヴェストリ
- ミルチャ・バサラブ

## 卒業生

### 器楽演奏家
- カタリン・イレア
- グリゴラシュ・ディニク
- ラドゥ・ルプ

### 声楽家
- アンジェラ・ゲオルギュー

### 作曲家
- パウル・コンスタンティネスク
- ホラチウ・ラドゥレスク

### ポピュラー音楽・芸能・文化・スポーツ・その他
- エドワード・マヤ

### その他
- ミルチャ・クリステスク
- イオシフ・コンタ
- コンスタンティン・シルヴェストリ
- ミルチャ・バサラブ
- メンディ・ロダン